# Kamil Miazek
Kamil Miazek (Moszczenica, 15 augustus 1996) is een Pools voetballer die momenteel onder contract staat bij Leeds United. Hoewel Miazek jarenlang in de jeugd van Feyenoord Rotterdam speelde maakte hij zijn professionele debuut voor het Poolse Chojniczanka Chojnice.